# Walk Me Home
Walk Me Home è un singolo della cantante statunitense Pink, pubblicato il 20 febbraio 2019 come primo estratto dall'ottavo album in studio Hurts 2B Human.

## Descrizione
Il brano è stato scritto dalla stessa cantante in con Scott Friedman e Nate Ruess e prodotto da Peter Thomas e Kyle Moorman. Walk Me Home è eseguita nella tonalità di Do♭ maggiore con un tempo di 88 battiti per minuto.
La cantautrice ha raccontato che il brano è «la descrizione dell'esperienza di diventare adulto, passaggio che è molto difficile. Sentivo che fosse meglio condividerla con chi mi supporta».

## Accoglienza
Rob Bailey-Millado del New York Post ha definito Walk Me Home un brano «guidato dalla batteria», che a suo avviso valorizza al meglio la voce «muscolosa e possente» di Pink. Dello stesso pensiero è Sean Maunier di Metro Weekly, che ha definito la traccia un «notevole successo di spicco» in cui la cantante bilancia una «combinazione di spavalderia e vulnerabilità» con una canzone dal sound trionfante.  Al contrario, Stephen Thomas Erlewine di AllMusic ha ritenuto che il brano sia «martellante» e «un po' troppo pressante nel tentativo di essere un inno».
Aimee Cliff di The Guardian ha apprezzato la produzione del brano, ritenendo che aggiunga «un tocco fresco e di innovazione» nella discografia di Pink, composta principalmente da canzoni pop rock. In una recensione per l'album Hurts 2B Human, Sarah Grant di Rolling Stone ha descritto Walk Me Home come un sequel di Just Give Me a Reason.

## Video musicale
Il video musicale, reso disponibile attraverso il canale Vevo-YouTube della cantante il 21 marzo 2019, è stato diretto dal regista Michael Gracey. Vede la cantante ballare con delle ombre per le vie deserte di una grande città.

## Tracce
Testi di Pink, Scott Friedman e Nate Ruess, musiche di Peter Thomas e Kyle Moorman.
1. Walk Me Home – 2:59

R3hab Remix
1. Walk Me Home (R3hab Remix) – 2:39

Walk Me Home (The Remixes)
1. Walk Me Home (R3hab Remix) – 2:39
2. Walk Me Home (R3hab Extended Mix) – 3:46

Walk Me Home (The Remixes 2)
1. Walk Me Home (Until Dawn Remix) – 2:36
2. Walk Me Home (Dinaire+Bissen Mix) – 3:16

## Successo commerciale
La canzone ha debuttato alla 23ª posizione della Digital Songs. La settimana seguente, grazie a 30 000 copie digitali vendute, è salita alla 2ª posizione, entrando anche nella Billboard Hot 100 al 54º posto. Nella Adult Pop Songs è diventata la sua decima numero uno, estendendo il record della cantante di averne di più tra gli artisti solisti.
Il singolo ha riscosso successo anche in numerose classifiche di vendita internazionali, fra cui Australia, Canada, Irlanda e Regno Unito, dove ha venduto oltre 70 000 copie, venendo certificato disco di platino.

## Classifiche

### Classifiche settimanali
| Classifica (2019) | Posizione massima |
| ----------------- | ----------------- |
| Australia         | 11                |
| Austria           | 36                |
| Belgio (Fiandre)  | 15                |
| Belgio (Vallonia) | 13                |
| Canada            | 17                |
| Croazia           | 5                 |
| Francia           | 167               |
| Germania          | 33                |
| Grecia            | 78                |
| Irlanda           | 6                 |
| Islanda           | 6                 |
| Italia            | 94                |
| Libano            | 11                |
| Lituania          | 30                |
| Lussemburgo       | 9                 |
| Norvegia          | 33                |
| Nuova Zelanda     | 16                |
| Paesi Bassi       | 18                |
| Polonia           | 5                 |
| Regno Unito       | 8                 |
| Repubblica Ceca   | 37                |
| Romania           | 58                |
| Slovacchia        | 37                |
| Slovenia          | 5                 |
| Stati Uniti       | 49                |
| Svezia            | 35                |
| Svizzera          | 8                 |
| Ucraina           | 3                 |
| Ungheria          | 33                |

### Classifiche di fine anno
| Classifica (2019) | Posizione |
| ----------------- | --------- |
| Australia         | 62        |
| Belgio (Fiandre)  | 36        |
| Belgio (Vallonia) | 44        |
| Canada            | 47        |
| Islanda           | 55        |
| Paesi Bassi       | 65        |
| Polonia           | 64        |
| Regno Unito       | 57        |
| Slovenia          | 22        |
| Stati Uniti       | 99        |
| Svizzera          | 69        |
| Classifica (2020) | Posizione |
| Islanda           | 85        |
| Slovenia          | 43        |